# جعفر أباد تشليك
جعفر أباد تشليك هي قرية في مقاطعة مياندوآب، إيران. يقدر عدد سكانها بـ 396 نسمة بحسب إحصاء 2016.